# Моберг, Адольф
Адольф Моберг (5 сентября 1813, Кимито, Або-Бьёрнеборгская губерния — 30 апреля 1895, Гельсингфорс) — финский химик и физик, профессор и ректор Императорского Александровского университета, статский советник.

## Биография
Обучался на физико-математическом отделении философского факультета Императорского Александровского университета (1829—1839). Получил степень доктора философии (1840). Был назначен адъюнктом по химии (1838). Ученик Й. Я. Берцелиуса. Ординарный профессор кафедры химии (1843—1847). Занимал должность ординарного профессора кафедры физики (1849—1875). Ректор университета (1872—1875). Статский советник (1875). Вышел в отставку по выслуге лет, со званием заслуженного профессора университета. Почётный доктор факультета медицины (1877). Член финского общества наук (с 1838).
В дополнение к научным исследованиям, которые включали исследование хрома, опубликовал несколько работ в области химии и минералогии. Проводил метеорологические наблюдения за климатом Финляндии (1846—1855), результаты которых были опубликованы.
Правительство привлекало Моберга в качестве члена различных комитетов: комитет по разработке новых медикаментов и фармацевтических средств (1863), комитет по метрологии (1864) и др.
Принимал живейшее участие в деятельности евангелической церкви и религиозной жизни.
Был представителем Синода (1876—1886), председателем Исполнительного совета финской лютеранской Евангелистическо ассоциации (1873—1895).